# Conversaciones con el profesor Y
Conversaciones con el profesor Y es una novela de género narrativa del escritor Louis-Ferdinand Céline (Courbevoie, 27 de mayo de 1894-París, 1 de julio de 1961), publicada en el año 1955, un par de años tras que el escritor, indultado de la pena de muerte por colaborar con la ocupación nazi durante la Segunda Guerra Mundial, regresara  de su exilio en Copenhague, esperando promocionar y defender su obra.
En Conversaciones con el profesor Y, Céline se defiende a sí mismo de la crítica despiadada que el campo literario estaba haciendo de él y su obra, creando una entrevista imaginaria para la que utiliza un personaje ficticio, (el profesor Y) a través del que expresa todos sus pensamientos acerca de las críticas recibidas, de sus contemporáneos y de los editores, a quienes acusa de enriquecerse a costa de los escritores. La obra exalta, a la vez que ejemplifica, la prosa distendida, similar al habla cotidiana, que caracterizaba a los escritos de Céline.